# サクラメント (高速戦闘支援艦)
| USS Sacramento AOE-1 |                                                                                  |
| 艦歴                 |                                                                                  |
| 発注                 | 1960年8月8日                                                                     |
| 起工                 | 1961年6月30日                                                                    |
| 進水                 | 1963年9月14日                                                                    |
| 就役                 | 1964年3月14日                                                                    |
| 退役                 | 2004年10月1日                                                                    |
| 除籍                 | 2004年10月1日                                                                    |
| その後               | 処分待機状態                                                                     |
| 母港                 | ワシントン州ブレマートン                                                         |
| 性能諸元             |                                                                                  |
| 排水量               | 軽荷排水量：18,884トン 満載排水量：54,000トン                                    |
| 全長                 | 796 ft (243 m)                                                                   |
| 全幅                 | 107 ft (33 m)                                                                    |
| 吃水                 | 38 ft (11.6 m)                                                                   |
| 機関                 | 蒸気タービン2基 2軸, 100,000 shp(75MW)                                           |
| 最大速度             | 25 ノット                                                                        |
| 乗員                 | 士官34名、兵員602名                                                              |
| 兵装                 | 20mmファランクスCIWS 2基 NATOシー・スパロー Mark 29艦対空ミサイル8連装発射機 1基 |
| モットー:            | Ready for Service                                                                |

サクラメント(USS Sacramento, AOE-1)は、アメリカ海軍の補給艦。サクラメント級高速戦闘支援艦の1番艦。艦名はカリフォルニア州州都サクラメントおよびサクラメント川に因む。その名を持つ艦としては三隻目である。

## 艦歴
サクラメントは給油艦(AO)、弾薬補給艦 (AE)、戦闘給糧艦 (AFS)と言った三種の補助艦艇の機能を統合した艦として建造された。
アーレイ・バーク提督は第二次世界大戦中に経験した補給上の問題から、単一補給艦システムを考案する。従来の補給艦艇の速度、航続距離、搭載能力では、作戦行動中の艦隊に対して悪天候下および戦術上の要求に基づいた供給を行うことができなかった。これらの問題を解決するため、高速戦闘支援艦 (AOE)が設計された。
サクラメントは1961年6月30日にワシントン州ブレマートンのピュージェット・サウンド海軍造船所で起工する。1963年9月14日にエドマンド・ブラウン夫人（カリフォルニア州知事夫人）によって命名、進水する。
サクラメントは1964年3月15日に就役した。海軍次官ポール・B・フェイジュニアは就役式に集まった群衆に向かい「今日私がここで感じる最も大きな喜びは、そうです...。海軍史上最もユニークな能力を備えた艦の就役に参加できることにあります。」と述べた。彼は「サクラメントは護衛駆逐艦と同じ速度で行動できることで、高速空母機動部隊に未知の行動柔軟性を与えることができるだろう。」と付け加えた。
サクラメントはベトナム戦争中トンキン湾で作戦従事した。その運搬した物資の種類から「浮かぶスーパーマーケット」と呼ばれた。
サクラメントの建造時の武装は50口径3インチ砲三基であった。前方に設置された二基は1976年にMk29 NATOシー・スパローと換装された。また、後部のマウント二基は1981年にMk15 ファランクスCIWSと換装された。1995年には、MK-23 TAS(目標捕捉システム)が設置された。
1977年には従来の舷側補給法(Standard Tensioned Replenishment Alongside Method, STREAM) に代わって高速自動シャトル・トランスファー (Fast Automated Shuttle Transfer, FAST) 積荷取り扱いシステムが導入された。
サクラメントは西海岸における造船の基準と見なされている。姉妹艦のシアトル、デトロイトと共にサクラメントは2005年時点で西海岸で建造された最大の艦艇である。航空母艦及びアイオワ級戦艦だけがサクラメントよりも大きな艦艇であった。
艦の主機は、建造が中止されたアイオワ級戦艦の6番艦ケンタッキー(USS Kentucky, BB-66)の物が転用された。重量は19.25トン、7mのシャフト2本でスクリューを回転させ、軸馬力は100,000hp(75MW)、アメリカ海軍艦艇中最大の物であった。
サクラメントは2004年10月1日に退役した。